# Pop delavnica 1986
Finale IV. Pop delavnice je potekal v soboto, 7. junija 1986, v Studiu 2 TV Ljubljana. Vodila sta ga Deja Mušič in Mišo Zaletel. Za nagrade se je potegovalo 20 tekmovalnih skladb.

## Tekmovalne skladbe
| #   | Izvajalec                    | Naslov pesmi           | Avtor glasbe     | Avtor besedila           | Avtor aranžmaja             |
| --- | ---------------------------- | ---------------------- | ---------------- | ------------------------ | --------------------------- |
| 1.  | Obvezna smer                 | Srce je popotnik       | Toni Kapušin     | Ivan Sivec               | Obvezna smer                |
| 2.  | Pred remontom                | Ne zapusti me nikdar   |                  |                          |                             |
| 3.  | Panda                        | Lino                   | Andrej Pompe     | Suzana Jeklic            | Andrej Pompe                |
| 4.  | Četrta dimenzija             | Zadnja avantura        | Mirko Šipek      | Mirko Šipek              | Mirko Šipek                 |
| 5.  | Virtuozi                     | Mi vam ne verjamemo    |                  |                          |                             |
| 6.  | Pop Design                   | Čas za sladoled        |                  |                          |                             |
| 7.  | Venera                       | Maja je Maja           | Miro Markič      | Feri Lainšček            | Miro Markič                 |
| 8.  | Majda Arh                    | Prisegam ti na večnost | Branko Jovanović | Branko Jovanović         | Branko Jovanović            |
| 9.  | Avtomobili                   | Sama                   | Mirko Vuksanović | Marko Vuksanović         | Mirko Vuksanović            |
| 10. | Babilon                      | Revolucionar           |                  |                          |                             |
| 11. | Pink Panter                  | Le tebe si želim       | Davor Božič      | Davor Božič              | Tomaž Kozlevčar             |
| 12. | Zdenko Martulaš & Sončna pot | Ljubim punce vse       | Andrej Baša      | Zdenko Martulaš          | Andrej Baša                 |
| 13. | Basisti                      | Od dela se umira       | Jurjevčič, Slabe | Bojan Jurjevčič          | Jurjevčič, Slabe            |
| 14. | Peter Pan                    | Oh, Sabina             | Igor Štambuk     | Tomaž Grubar             | Peter Pan                   |
| 15. | Bazar                        | Tra-la-la dekle        | Tadej Hrušovar   | Dušan Velkaverh          | Tomaž Kozlevčar             |
| 16. | Gu-Gu                        | Ljubil bi se           | Janez Bončina    | Alenka Štebe             | Grega Forjanič              |
| 17. | Moulin Rouge                 | Lady                   | Matjaž Kosi      | Tomaž Sršen, Alenka Šmid | Matjaž Kosi                 |
| 18. | Martin Krpan                 | Od višine se zvrti     | Aleš Klinar      | Vlado Kreslin            | Martin Krpan                |
| 19. | Božidar Wolfand - Wolf       | Suženj ritma           | Tadej Hrušovar   | Helena Banič             | Slavko Avsenik ml.          |
| 20. | Stane Vidmar                 | Sreča se ne vrača      | Davorin Petrič   | Dušan Velkaverh          | Davorin Petrič, Goran Šarac |

## Nagrade
Nagrada strokovne komisije za najboljšo skladbo in nastop (revija Stop)
- Suženj ritma – Božidar Wolfand - Wolf
- Lino – Panda

Nagrada za najboljši scenski nastop (potovalna agencija Kompas)
- Peter Pan

Nagrada za najbolj obetavnega izvajalca (studio Tivoli)
- Basisti
- Virtuozi

Nagrade občinstva (Radio Ljubljana)
- 1. nagrada: Srce je popotnik – Obvezna smer
- 2. nagrada: Ljubil bi se – Gu-Gu
- 3. nagrada:
  - Zadnja avantura – Četrta dimenzija
  - Od višine se zvrti – Martin Krpan

## Glasovanje občinstva
O nagradah občinstva so odločale žirije poslušalcev 10 slovenskih radijskih postaj (Brežice, Celje, Glas Ljubljana, Jesenice, Murska Sobota, Ormož, Ptuj, Slovenj Gradec, Šmarje pri Jelšah, Titovo Velenje).
| Naslov pesmi           | Izvajalec                    | Št. glasov | Uvrstitev |
| ---------------------- | ---------------------------- | ---------- | --------- |
| Srce je popotnik       | Obvezna smer                 | 26         | 1.        |
| Ne zapusti me nikdar   | Pred remontom                | 0          | 19.       |
| Lino                   | Panda                        | 7          | 9.        |
| Zadnja avantura        | Četrta dimenzija             | 15         | 3.        |
| Mi vam ne verjamemo    | Virtuozi                     | 3          | 15.       |
| Čas za sladoled        | Pop Design                   | 7          | 9.        |
| Maja je Maja           | Venera                       | 4          | 12.       |
| Prisegam ti na večnost | Majda Arh                    | 12         | 6.        |
| Sama                   | Avtomobili                   | 2          | 17.       |
| Revolucionar           | Babilon                      | 0          | 19.       |
| Le tebe si želim       | Pink Panter                  | 8          | 8.        |
| Ljubim punce vse       | Zdenko Martulaš & Sončna pot | 7          | 9.        |
| Od dela se umira       | Basisti                      | 4          | 12.       |
| Oh, Sabina             | Peter Pan                    | 9          | 7.        |
| Tra-la-la dekle        | Bazar                        | 4          | 12.       |
| Ljubil bi se           | Gu-Gu                        | 20         | 2.        |
| Lady                   | Moulin Rouge                 | 3          | 15.       |
| Od višine se zvrti     | Martin Krpan                 | 15         | 3.        |
| Suženj ritma           | Božidar Wolfand - Wolf       | 13         | 5.        |
| Sreča se ne vrača      | Stane Vidmar                 | 1          | 18.       |

## Predtekmovalne radijske oddaje
V okviru serije 10 oddaj z naslovom Pop delavnica '86, ki so potekale vsak drugi ponedeljek od 13. januarja do 19. maja na II. programu Radia Ljubljana, povezoval pa jih je Mišo Zaletel, so poslušalci z glasovanjem z glasovalnimi kuponi revije Stop vsak teden izbrali enega finalista (vsega skupaj 9). V vsaki oddaji se je za mesto v finalu potegovalo 10 pesmi: prvi teden 11 novih, vsak nadaljnji teden pa 5 novih in 5 najboljših (nezmagovalnih) predhodnega tedna. V oddajah se je predstavilo 63 novih skladb.
1. oddaja
| Naslov pesmi                   | Izvajalec        | Št. glasov |
| ------------------------------ | ---------------- | ---------- |
| Oh, Sabina                     | Peter Pan        | 14         |
| Pokliči me kdaj                | Faraoni          | 12         |
| Moram naprej                   | M. A. S. H.      | 25         |
| Hej, Barbara                   | Boštjan Skok     | 57         |
| Ali ste videli?                | Rock'n'feller    | 1          |
| Prisegam ti na večnost         | Majda Arh        | 124        |
| Zadnja avantura                | Četrta dimenzija | 105        |
| Trenutek pred tem              | Chak mal         | 9          |
| Hči ravnatelja                 | Big Ben          | 48         |
| V vašem objemu, gospod de Sade | Bart Ross        | 2          |
| Revolucionar                   | Babilon          | 260        |

2. oddaja
| Naslov pesmi               | Izvajalec        | Št. glasov |
| -------------------------- | ---------------- | ---------- |
| Eva                        | Maraton          | 6          |
| Preden se ljubezen prebudi | F+               | 12         |
| Robertina                  | Agropop          | 29         |
| Upornik brez razloga       | Monroe           | 2          |
| Manuela                    | Dejan Logar      | 3          |
| Moram naprej               | M. A. S. H.      | 61         |
| Hči ravnatelja             | Big Ben          | 20         |
| Hej, Barbara               | Boštjan Skok     | 42         |
| Zadnja avantura            | Četrta dimenzija | 709        |
| Prisegam ti na večnost     | Majda Arh        | 141        |
| Revolucionar               | Babilon          | −          |

3. oddaja
| Naslov pesmi           | Izvajalec        | Št. glasov |
| ---------------------- | ---------------- | ---------- |
| Ulice                  | Igra             | 10         |
| Nevarne igre           | Bazar            | 13         |
| Pridi tiho             | Ivek Baranja     | 5          |
| Vsi lažejo             | De Gazelas       | 41         |
| Ne zapuščaj me         | Vlado Kreslin    | 5          |
| Hči ravnatelja         | Big Ben          | 25         |
| Robertina              | Agropop          | 33         |
| Hej, Barbara           | Boštjan Skok     | 39         |
| Moram naprej           | M. A. S. H.      | 12         |
| Prisegam ti na večnost | Majda Arh        | 73         |
| Zadnja avantura        | Četrta dimenzija | −          |

4. oddaja
| Naslov pesmi           | Izvajalec      | Št. glasov |
| ---------------------- | -------------- | ---------- |
| Maja je Maja           | Venera         | 166        |
| Kadar ogenj zagori     | Irena Tratnik  | 52         |
| Srce je popotnik       | Obvezna smer   | 135        |
| Zaljubljeni računalnik | Aleksander Jež | 9          |
| Hvala ti               | Ten            | 98         |
| Nevarne igre           | Bazar          | 10         |
| Hči ravnatelja         | Big Ben        | 49         |
| Robertina              | Agropop        | 40         |
| Hej, Barbara           | Boštjan Skok   | 67         |
| Vsi lažejo             | De Gazelas     | 18         |
| Prisegam ti na večnost | Majda Arh      | −          |

5. oddaja
| Naslov pesmi         | Izvajalec     | Št. glasov |
| -------------------- | ------------- | ---------- |
| Tvoj vzdih           | Pink Panter   | 190        |
| Milica               | Nace Junkar   | 31         |
| Možje in žene        | Coctail       | 153        |
| Ne zapusti me nikdar | Pred remontom | 334        |
| Sama boš ostala      | Comet         | 76         |
| Hči ravnatelja       | Big Ben       | 29         |
| Kadar ogenj zagori   | Irena Tratnik | 19         |
| Hej, Barbara         | Boštjan Skok  | 4          |
| Hvala ti             | Ten           | 71         |
| Srce je popotnik     | Obvezna smer  | 231        |
| Maja je Maja         | Venera        | −          |

6. oddaja
| Naslov pesmi         | Izvajalec              | Št. glasov |
| -------------------- | ---------------------- | ---------- |
| Pokaži mi kolena     | Trio Nace              | 180        |
| Tra-la-la dekle      | Bazar                  | 56         |
| Kravji bal           | Peter Klepec           | 101        |
| Pokliči me kdaj      | Faraoni                | 15         |
| Suženj ritma         | Božidar Wolfand - Wolf | 249        |
| Hvala ti             | Ten                    | 39         |
| Sama boš ostala      | Comet                  | 133        |
| Možje in žene        | Coctail                | 386        |
| Tvoj vzdih           | Pink Panter            | 192        |
| Srce je popotnik     | Obvezna smer           | 540        |
| Ne zapusti me nikdar | Pred remontom          | −          |

7. oddaja
| Naslov pesmi            | Izvajalec              | Št. glasov |
| ----------------------- | ---------------------- | ---------- |
| Ustavi konje, dragi moj | Panda                  | 5          |
| Čas za sladoled         | Pop Design             | 695        |
| Sam                     | Tayga                  | 58         |
| Od dela se umira        | Basisti                | 1          |
| Treba bo začeti znova   | Peter Pan              | 3          |
| Sama boš ostala         | Comet                  | 216        |
| Pokaži mi kolena        | Trio Nace              | 30         |
| Tvoj vzdih              | Pink Panter            | 51         |
| Suženj ritma            | Božidar Wolfand - Wolf | 61         |
| Možje in žene           | Coctail                | 29         |
| Srce je popotnik        | Obvezna smer           | −          |

8. oddaja
| Naslov pesmi          | Izvajalec                    | Št. glasov |
| --------------------- | ---------------------------- | ---------- |
| Sreča se ne vrača     | Stane Vidmar                 | 673        |
| Sama                  | Avtomobili                   | 10         |
| Burne noči            | Go                           | 633        |
| Ljubim punce vse      | Zdenko Martulaš & Sončna pot | 497        |
| V veri, da boš srečna | Janez Bončina - Benč         | 9          |
| Pokaži mi kolena      | Trio Nace                    | 34         |
| Tvoj vzdih            | Pink Panter                  | 69         |
| Sam                   | Tayga                        | 73         |
| Suženj ritma          | Božidar Wolfand - Wolf       | 50         |
| Sama boš ostala       | Comet                        | 266        |
| Čas za sladoled       | Pop Design                   | −          |

9. oddaja
| Naslov pesmi      | Izvajalec                    | Št. glasov |
| ----------------- | ---------------------------- | ---------- |
| Tvoje oči         | Šank rock                    | 558        |
| Nagica pred šolo  | Šik                          | 77         |
| Slepa ljubezen    | Do-Re                        | 360        |
| Titanic           | duo Error                    | 81         |
| Ljubil bi se      | Gu-Gu                        | 54         |
| Tvoj vzdih        | Pink Panter                  | 35         |
| Sam               | Tayga                        | 27         |
| Sama boš ostala   | Comet                        | 221        |
| Ljubim punce vse  | Zdenko Martulaš & Sončna pot | 1000       |
| Burne noči        | Go                           | 18         |
| Sreča se ne vrača | Stane Vidmar                 | −          |

10. oddaja

V zadnji oddaji glasovanje ni potekalo, ampak je bilo predstavljenih še zadnjih 13 skladb, prispelih na razpis.
| Naslov pesmi        | Izvajalec                    |
| ------------------- | ---------------------------- |
| Ljubim punce vse    | Zdenko Martulaš & Sončna pot |
| Mi vam ne verjamemo | Virtuozi                     |
| Kitajske deklice    | Pandan                       |
| MB vod              | duo Kora                     |
| Le tebe si želim    | Pink Panter                  |
| Ko je žur           | Black & White                |
| Nocoj               | Dušan Čučun                  |
| Od višine se zvrti  | Martin Krpan                 |
| Lino                | Panda                        |
| Sunday              | Miki Šarac                   |
| Ženske z mojih slik | Dušan Šandič                 |
| Slovenija           | A la mode                    |
| Lady                | Moulin Rouge                 |
| Strah               | Vzhodno od raja              |

Prvih 9 finalistov so torej izbrali poslušalci:
| #  | Naslov pesmi           | Izvajalec                    |
| -- | ---------------------- | ---------------------------- |
| 1. | Revolucionar           | Babilon                      |
| 2. | Zadnja avantura        | Četrta dimenzija             |
| 3. | Prisegam ti na večnost | Majda Arh                    |
| 4. | Maja je Maja           | Venera                       |
| 5. | Ne zapusti me nikdar   | Pred remontom                |
| 6. | Srce je popotnik       | Obvezna smer                 |
| 7. | Čas za sladoled        | Pop design                   |
| 8. | Sreča se ne vrača      | Stane Vidmar                 |
| 9. | Ljubim punce vse       | Zdenko Martulaš & Sončna pot |

Preostalih 11 pa je izbrala strokovna komisija:
| #   | Naslov pesmi        | Izvajalec              |
| --- | ------------------- | ---------------------- |
| 10. | Lino                | Panda                  |
| 11. | Mi vam ne verjamemo | Virtuozi               |
| 12. | Sama                | Avtomobili             |
| 13. | Le tebe si želim    | Pink Panter            |
| 14. | Od dela se umira    | Basisti                |
| 15. | Oh, Sabina          | Peter Pan              |
| 16. | Tra-la-la dekle     | Bazar                  |
| 17. | Ljubil bi se        | Gu-Gu                  |
| 18. | Lady                | Moulin Rouge           |
| 19. | Od višine se zvrti  | Martin Krpan           |
| 20. | Suženj ritma        | Božidar Wolfand - Wolf |